# البصرة (المغرب)
البصرة مدينة مغربية تاريخية تقع على طريق سوق أربعاء الغرب في اتجاه وزان، على بعد حوالي 40 كلم من الساحل الأطلنتي وحوالي 20 كلم جنوب مدينة القصر الكبير. أسسها محمد بن إدريس الثاني سنة 218هـ (833م). لقد عرفت هذه المدينة تطورا كبيرا حيث انتقلت بسرعة كبيرة من مجرد قرية إلى مكان إقامة الأمراء الأدارسة. في سنة 958 وخلال رحلة لأحد قادة الخليفة المعتز جوهر، تم تأسيس دولة إدريسية صغيرة تابعة لحكم العبيديون وعاصمتها مدينة البصرة وتمتد من الريف إلى منطقة غمارة.
في سنة 979، أبو الفتوح بلقين بن زيري قاد حملة عسكرية في اتجاه سبتة، وقام بتدمير أسوار مدينة البصرة وقد قام بصد حملته الزناتيين والأندلسيين بسبتة.
ابن حوقل، وهو مؤرخ جغرافي (القرن التاسع ميلادي)، يذكر أن مدينة البصرة هي ذات مساحة متوسطة وهي محاطة بأسوار ومنتجاتها متنوعة: القطن خاصة والذي يتم تصديره في اتجاه إفريقيا (تونس، القسطنطينية) ونجد كذلك القمح بوفرة، الشعير ومنتجات أخرى. البصرة إذن مدينة مزدهرة لأنها مدينة تجارية.
خلال القرن الحادي عشر، تطورت المدينـة وأصبحت إحدى أكــبر التجمعات. وفي القرن الثاني عشر فقدت المدينة من أهميتها. وثلاثة قرون بعد ذلك، ليون الإفريقي يؤكد تدهور وخراب المدينة.
الحفريات الأثرية والتي انطلقت منذ سنة 1980 بهذا الموقع مكنت من التعرف على مختلف أجزاء المدينة وكذلك اكتشاف مصنع خاص بالمعادن وأدوات حجرية تبين الأهمية الأثرية لهذه المدينة.
بالنسبة لسور مدينة البصرة والذي كان في القديم يتوفر على 10 أبواب، تم تدمير جزء كبير منه ومحاولة تتبع أثره من خلال الأسس المتبقية، تبين أنه كان على طول 2,5 كلم ويحيط بمساحة 30 هكتار. حائط هذا السور وعرضه 2,20 م هو مبني من الدبش (الحجر) ومدعم بأبراج شبه دائرية. وقد أبانت الحفريات كذلك عن وجود صهريج مبني من الحجر ومغطى بسقف مدعم بأقواس وعرضه 4,25 مترا وطوله 6 م.

## تسميتها
لا تشير المصادر ولم تتطرق لسبب تسميتها بالبصرة، باستثناء الحسن الوزان الذي أشار إلى أن الادارسة سموا المدينة بالبصرة تذكيرا ببصرة العرب، وقد سميت بهذا الاسم في الغالب تذكيراً بالبصرة العراقية الموطن الأصلي (لإدريس بن عبد الله) الحسني مؤسس دولة الأدارسة بالمغرب.

## مقترح علمي
وهناك عدد من الدراسات الأكاديمية قدمت مقترحا علميا لإعادة أحياء أسم البصرة في المغرب من خلال أطلاق الأسم على الإقليم الإداري «الحالي» الذي تضمه أثار مدينة البصرة التاريخية ، وفاءا للتاريخ المغربي.

## شخصيات من البصرة
- أَحْمد بن أبي الرّبيع سُلَيْمَان بن أَحْمد الكتامي الْبَصْرِيّ الْمُقْرِئ[8]
- أبوهارون العمري[9]
- عمران بن عبد الله العمري[10]
- بشار بن بركانة[10]
- الفقيه أحمد بن حذافة[11]
- يحيى بن خلف الصدفي[12]